# Jan Chryzostom Pasek
Jan Chryzostom Pasek (armoiries Doliwa, né vers 1636 à Węgrzynowice et mort le 1er août 1701 à Niedzieliska) est un gentilhomme et écrivain polonais, représentant de la tendance sarmate du baroque polonais. Il est surtout connu pour ses Mémoires dans lesquels il dépeint les mœurs polonaises du XVIIe siècle.

## Biographie
Né dans une famille de la petite noblesse, Jan Chryzostom Pasek fait son instruction dans une école jésuite. Il quitte les études de bonne heure et passe sa jeunesse à guerroyer. Il combat sous le grand hetman de Pologne Stefan Czarniecki l'invasion suédoise (1655-1660), prend part à la guerre contre Moscou (1654-1667), combat les rebelles de Jerzy Lubomirski puis les Ottomans lors de la guerre polono-turque (1672-1676).
En 1667, il se marie  avec une riche veuve âgée de 46 ans et nantie de six enfants et se retire dans ses domaines dans le Sud de la Pologne. Querelleur et procédurier, il est plusieurs fois traîné devant les tribunaux et se voit même infliger une condamnation au bannissement, jamais appliquée à cause du chaos qui régnait en Pologne en ces temps-là.

## Mémoires
Les Mémoires de Jan Chryzostom Pasek n'ont été imprimée qu'en 1836 à l'initiative de l'historien amateur le conte Edward Raczyński. La célébrité de son auteur est donc entièrement posthume. Rédigées probablement vers 1690-1695 - leurs commencement et la fin sont malheureusement perdus - ils sont une source d'informations inestimable sur la vie quotidienne de la noblesse à cette époque et l'une des visions les plus colorées et les plus populaires de la vie d'un Sarmate du XVIIe siècle.
Le récit de Pasek abonde en épisodes héroïques de ses campagnes suédoises et moscovites, décrit les catastrophes des dernières années du règne du roi Jean II Casimir Vasa, le règne éclair et peu regretté du roi Michel Wiśniowiecki et conclut sur les éclatantes victoire du roi Jean III Sobieski. Bien que son langage parfois rude voire archaïque et truffé de mots latins, son style est vif, direct, ses descriptions savoureuses. Il apporte mille détails pittoresques et amusants d'usages locaux, de costume, jusqu'à des recettes de cuisine.
Un observateur attentif, un humoriste narquois et bourru, Pasek a eu une influence considérable sur la littérature polonaise du XIXe siècle et le roman historique en particulier.